# Pont-sur-Yonne (tổng)
Tổng Pont-sur-Yonne là một tổng của Tỉnh của Yonne của Pháp.
Cuộc sắp xếp lại các quận trong năm 1926 không gây ảnh hưởng đến tổng này.

## Phân chia hành chính
Tổng Pont-sur-Yonne bao gồm 16 xã sau:
- Champigny
- Chaumont
- Cuy
- Évry
- Gisy-les-Nobles
- Lixy
- Michery
- Pont-sur-Yonne
- Saint-Agnan
- Saint-Sérotin
- Villeblevin
- Villemanoche
- Villenavotte
- Villeneuve-la-Guyard
- Villeperrot
- Villethierry.